# TypeMatrix
TypeMatrix（タイプマトリクス）は、アメリカ合衆国カリフォルニア州サンタバーバラ市に本拠地をおく、主にPC用のキーボードを製造、販売している企業である。1980年、ヘンリー・ウェバーにより設立。下記のような人間工学に基づいて設計された製品を扱っている。

## 概要
1997年より、反復運動過多損傷の予防を念頭に置いたエルゴノミクスキーボードの開発を開始。使用頻度の高いEnterキー、BSキー等を中央に、縦長のシフトキーを「A」と「"」の横に、その他の一般のキーを格子状に配置した独自形状のキーボードを販売している。また、Dvorak配列が反復運動過多損傷の予防に効果があるとして、販売するキーボードはDvorak配列への切り替えをハードウェアレベルで実現している。
日本国内に正規の代理店は無いが、TypeMatrix社のオンラインショップから直接購入することが可能である。

## 製品

### EZ Reach 2020
キーボードに置いた両手が内側に向かわないよう、中央で分割されたレイアウトとなっている。スペースキーも中央で分割されているため左右に一つずつ、BSキーが中央の左右に一つずつ、Enterキーが中央右、tabキーが中央左に大きく配置されている。概して使用頻度の高いキーが縦長に大きくとられ、これがタイピングのしやすさに貢献するとしている。また、キーボードの傾きは手首に負担がかかるため不要とし、薄く平面的なものとなっている。
キートップの印字はUS QWERTYのみと、US QWERTYとUS Dvorakが並記された2種類を用意している。PS/2接続であるが、USB変換ケーブルが付属する。
2013年現在ではeBay経由での販売のみとなっている。

### EZ Reach 2030
Enterキー、BSキーが縦長の大きいサイズで中央に配置されているのは2020と同様だが、左右に分割されずそれぞれ1つのキーとなっており、全体的にコンパクトになっている。その他、格子状のキー配列、傾きを持たず薄く平面的なデザインは2020を継承している。Dvorak配列ではキーボードによるショートカットが不便であるとの意見を受け、独自にカット、コピー、ペーストのショートカットキーを設けている。

### 2030
USB接続モデル。キーの配列はEZ Reach 2030と異なる。また、カラーリングは白と灰色のツートンに変更された。

### 2030用スキン
TypeMatrix社はDvorak配列を推奨しているが、キートップの印字はUS QWERTY、US Dvorak、BÉPO、無刻印（LED横の説明も無い）を用意し、更にキーボード保護用のスキンに
- French Azerty
- Belgian Azerty
- Swedish Qwerty
- UK English Dvorak
- German Qwertz
- Spanish Qwerty
- Colemak
- Workman

を用意することで、豊富な配列に対応させている。またスキンも黒と透明の2種類から選ぶことができる。